# فصل باران آمد
فصل باران آمد (انگلیسی: The Rains Came) فیلمی در ژانر درام به کارگردانی کلارنس براون است که در سال ۱۹۳۹ منتشر شد.
این فیلم که از محصولات کمپانی فیلمسازی فاکس قرن بیستم است بر پایهٔ رمانی اثرِ لوئیس برومفیلد ساخته شده است.
فصل باران آمد نامزد دریافت شش جایزه اسکار بود که موفق شد دو جایزه آن را بابت «جلوه‌های ویژه سینمایی» و «جلوه‌های ویژه صوتی» دریافت دارد.

## بازیگران
- میرنا لوی
- تایرون پاور
- برندا جویس
- نایجل بروس
- ماریا اوسپنسکایا
- جوزف شیلدکات
- جین دارول
- مارجوری رامبئو
- هنری تراورز
- اچ.بی. وارنر
- لورا هوپ کروس
- جرج برنت
- ویلیام ادموندز
- هربرت اوانس
- سی. مانتگیو شا